# Barlovci
Barlovci är ett samhälle i Bosnien och Hercegovina.   Det ligger i entiteten Republika Srpska, i den nordvästra delen av landet, 150 kilometer nordväst om huvudstaden Sarajevo. Barlovci ligger 191 meter över havet och antalet invånare är 736.
Terrängen runt Barlovci är varierad. Runt Barlovci är det ganska tätbefolkat, med 67 invånare per kvadratkilometer.. Närmaste större samhälle är Banja Luka, 10,2 kilometer söder om Barlovci. 
Omgivningarna runt Barlovci är en mosaik av jordbruksmark och naturlig växtlighet.